# Portret księcia Osuny

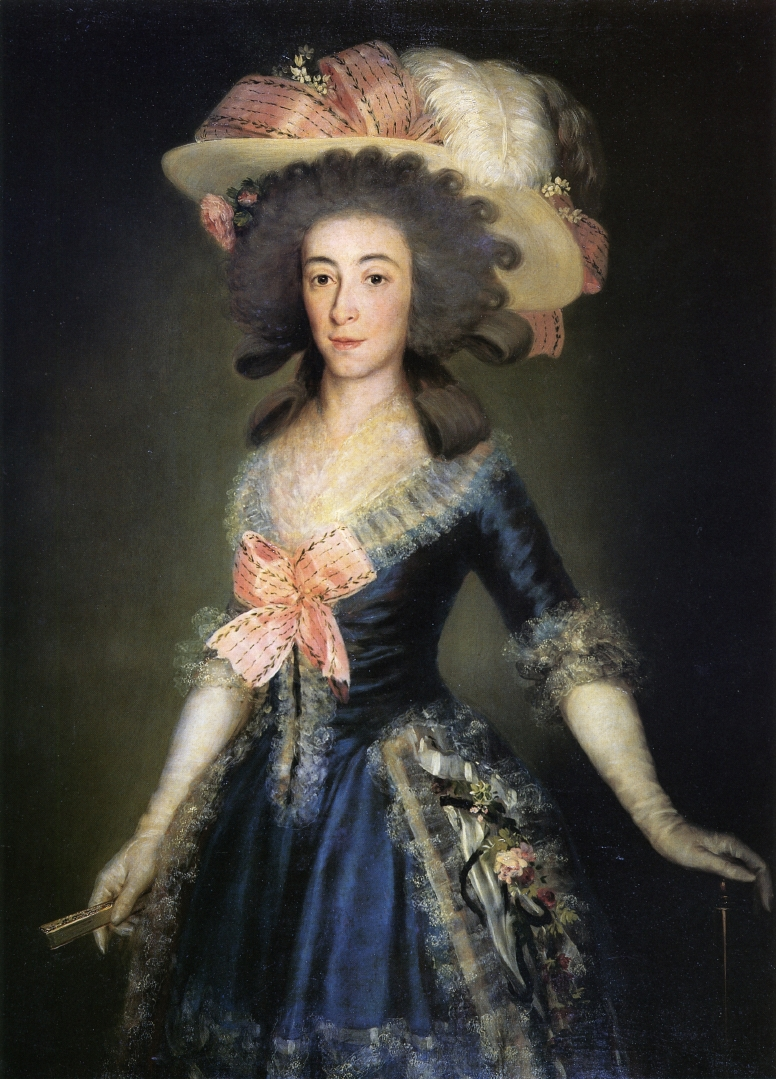
Portret księżnej Benavente i Osuny, 1785

Portret księcia Osuny (hiszp. Don Pedro, Duque de Osuna) – obraz olejny hiszpańskiego malarza Francisca Goi (1746–1828) przedstawiający hiszpańskiego arystokratę.

## Książę Osuny
Pedro de Alcántara Téllez-Girón, IX książę Osuny (1755–1807) był zamożnym hiszpańskim arystokratą, tytuł książęcy odziedziczył w 1787. Entuzjasta nauki i sztuki, interesował się zagadnieniami przemysłu i rolnictwa. Przewodniczył Madryckiemu Towarzystwu Ekonomicznemu oraz był członkiem Hiszpańskiej Akademii Królewskiej. Razem z żoną, księżną Osuny, należeli do czołowych przedstawicieli hiszpańskiego oświecenia. Wspólnie organizowali wieczory dyskusyjne, na które zapraszano wybitnych ilustrados. Wspierali kulturę, stworzyli pokaźną bibliotekę zawierającą pozycje zakazane przez inkwizycję. Roztaczali mecenat nad naukowcami i artystami epoki, do których należeli m.in. Leandro Fernández de Moratín i Francisco Goya.

## Okoliczności powstania
Książę i księżna de Osuna zostali pierwszymi mecenasami Goi w Madrycie, ich protektorat nadał tempa karierze malarza. W latach 1785–1817 Goya namalował dla nich około 30 dzieł – portrety patronów i ich dzieci (m.in. Książę i księżna Osuny z dziećmi), sceny religijne, a także serię obrazów gabinetowych, których tematem były czarownice i gusła. Po śmierci księcia w 1807 malarz kontynuował pracę dla jego wdowy, m.in. portretując ich dorosłe córki i synów.

## Opis obrazu
Książę ma na sobie elegancki, codzienny strój, w przeciwieństwie do bardziej formalnego portretu z 1785, gdzie Goya namalował go w mundurze pułkownika Gwardii de Corps. Na strój składają się niebieski kaftan, biała koszula, mucha i peruka. Postura jest bardziej swobodna, książę wygląda tak, jakby właśnie prowadził rozmowę lub rozważał przeczytaną wiadomość. Lewą rękę opiera na lasce, która jest symbolem jego pozycji i władzy, a w prawej kartkę papieru z inskrypcją El Duque de / Osuna / Por Goya (Książę Osuny [namalowany] przez Goyę). Zaróżowiona twarz jest pełna ekspresji, uśmiech nadaje jej serdeczny wyraz. Goya uchwycił błyskotliwą, wrażliwą osobowość oświeceniowego entuzjasty, która czyniła go popularną postacią wśród hiszpańskiej inteligencji.

## Technika
Książę został przedstawiony w półpostaci, na ciemnym, neutralnym tle, nadającym kompozycji głębi. W typowy dla Goi sposób twarz modela jest oświetlona silnym strumieniem światła pochodzącym z lewej strony. Malując kaftan, Goya zastosował błękit pruski pomieszany z bielą, użył ciepłych czerwonawych i różowych tonów do podkreślenia cery księcia. Szybkie pociągnięcia pędzlem są widoczne w elementach stroju księcia: guzikach, musze i białej kamizelce.

## Datowanie
Obraz był tradycyjnie datowany na 1798, ale po restauracji w warsztacie Metropolitan Museum of Art w Nowym Jorku pojawiły się wątpliwości co do tej daty. Xavier Salomon uważa, że portret mógł zostać namalowany pośmiertnie, w 1807. Wskazują na to zaawansowana technika malarska i kolorystyka – użyty przez Goyę lapis lazuli jest typowy dla pierwszej dekady XIX w.. Pomimo że strój księcia wskazuje na modę z końca lat 90. XVIII w., ciemna tonacja i technika zastosowana np. przy malowaniu kaftana wskazują na okres hiszpańskiej wojny niepodległościowej, toczonej w latach 1808–1814. Portret ten nie figuruje w rejestrze dzieł sztuki rodziny Osuna prowadzonym szczegółowo pod koniec XVIII w., pojawia się dopiero w 1896 przy okazji sprzedaży kolekcji. Przemawia to za teorią, że obraz został zamówiony w burzliwych wojennych czasach, gdy po śmierci księcia jego rodzina przeniosła się z Madrytu do Kadyksu.
Wymiary dzieła są zbliżone do Portretu księżnej Benavente, który Goya namalował w 1785. Postura i kierunek spojrzenia modela wskazują na to, że portret powstał na podstawie miniatury (a nie z natury jak poprzednie wizerunki księcia) i miał być użyty jako pendant starszego portretu księżnej.

## Proweniencja
Obraz należał do spadkobierców książąt Osuny, został zakupiony do Frick Collection w 1943.